# Xarxa Talentia
Xarxa Talentia és una plataforma associativa impulsada per la Diputació Foral de Biscaia per a la col·laboració professional de distintes entitats.
La plataforma va ser posada en marxa i impulsada l'any 2013 per Imanol Pradales, com a responsable del Departament de promoció econòmica de la Diputació Foral de Biscaia, i va ser ampliada l'any 2015 amb diferents convenis de col·laboració amb les universitats basques (Universitat de Deusto, Universitat del País Basc, Universitat de Mondragón), companyies, organitzacions i altres entitats.
Va ser creada l'any 2013 com a objectiu de retenir als estudiants, i fer front a la denominada "fuga de cervells" que en aquell moment era més gran que mai, per la qual cosa es va constituir com una eina de col·laboració acadèmic-professional.

## Història
L'any 2013, la Diputació Foral de Biscaia va crear la Xarxa Talentia, com un punt de trobada i treballo parell joves estudiants i futurs professionals. L'objectiu d'aquest projecte era "potenciar les qualitats de joves virtuosos del territori i que, amb ells, creixi també Bizkaia". En 2013, la xarxa comptava amb 500 membres, joves estudiants que havien pres part en les quatre edicions del "Programa Talentia" i de "Talent pro Bizkaia". La primera trobada es va realitzar a l'auditori del Bilbao Exhibition Centre (BEC), en el qual més d'un centenar de membres de la xarxa va acudir a l'auditori de BEC per a traçar, debatre i imaginar el present i el futur del territori biscaí. En ell van participar el Diputat General José Luis Bilbao i el Diputat de Promoció Econòmica Imanol Pradales.

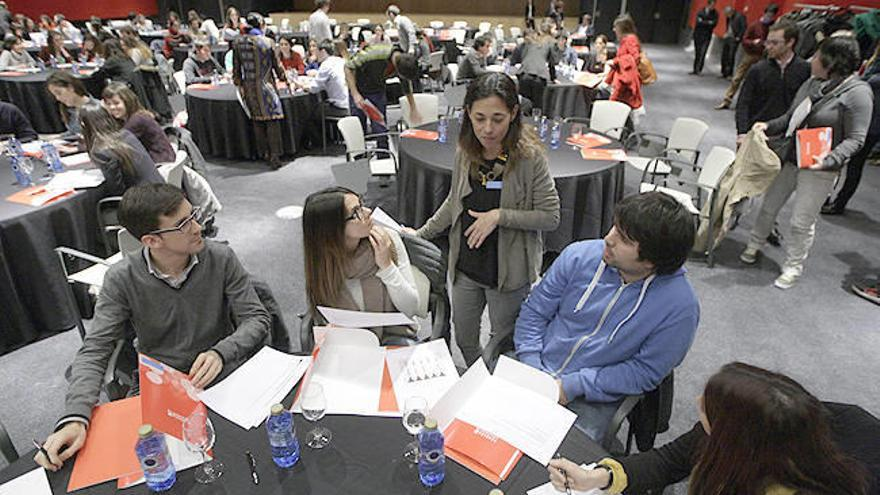
Xarxa Talentia. Reunió General 2013. Bilbao Exhibition Centre (Bilbao, 2013).

A poc a poc, la xarxa es va anar completant amb els estudiants i participants dels programes "Talentia Skills", "Programa Talentia" i "Talentia Challenge". D'aquesta manera, l'agència Bizkaia Talent selecciona als estudiants amb el millor expedient acadèmic universitari i trajectòria (en cada grau universitari) per a la realització del Programa Talentia i una vegada realitzat passen a integrar la Xarxa Talentia. A més, aquells estudiants que havien estat admès en algun dels programes de beques de Bizkaia Talent també passen a integrar la xarxa. Amb tot això, es va anar formant la xarxa professional Talentia, com a punt de trobada i treball professional.

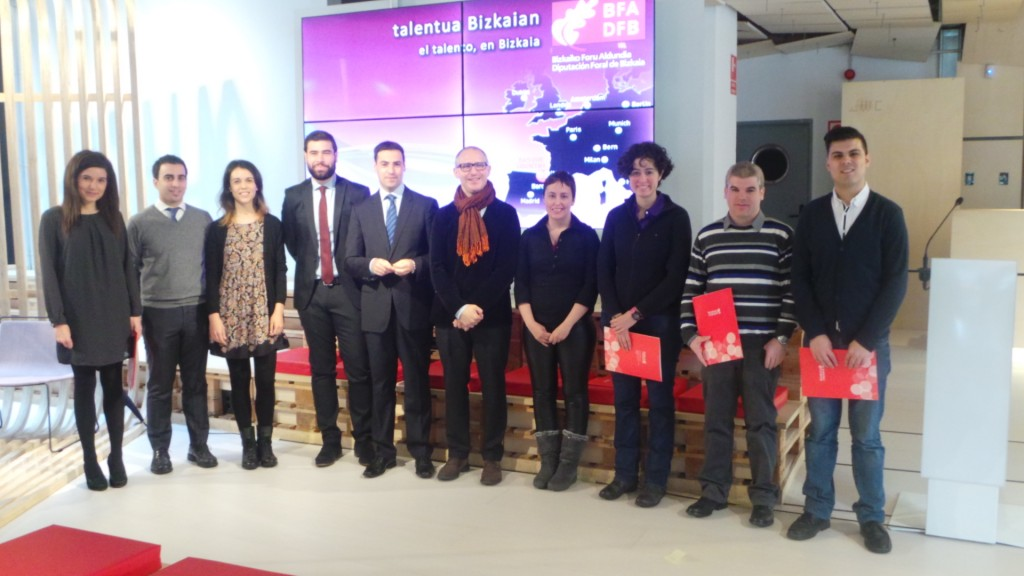
Imanol Pradales lliurant els Premis Talentia (Bilbao, 2015).

L'objectiu de la xarxa és la gestió del talent professional i la retenció dels professionals altament qualificats. Especialment, l'any 2013, la denominada "fuga de cervells" era més gran que mai, per la qual cosa aquesta xarxa es va constituir com una eina perquè el talent es quedés a casa. Dins de la xarxa, als estudiants seleccionats se'ls ofereix formació, vinculació, trobades empresarials, un programa de beques, tutors professionals, ...
Quan va ser creada en 2013, la xarxa talentia tenia a penes 500 miembros. En 2019, la xarxa comptava amb 1.500 membres. A 31 de desembre de 2021, la xarxa tenia 2.100 membres. Tots ells professionals altament qualificats i amb una excel·lent trajectòria professional en els seus respectius àmbits. Tots ells estudiants seleccionats per Bizkaia Talent i que havien participat en algun dels programes Talentia.

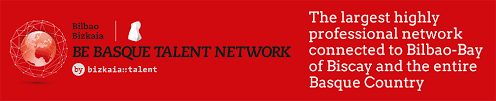
Logo de "Be Basque Talent Network"

L'any 2015, la Diputació Foral de Biscaia en col·laboració amb l'agència pública de captació de talent Bizkaia Talent van expandir la xarxa a nivell internacional, creant la iniciativa "Be Basque Talent Network". La iniciativa buscava destacar el talent professional per tot el món i que els professionals altament qualificats amb vincles amb Biscaia i amb Euskadi no perdessin el contacte amb el territori. Tal com va declarar el Diputat General Unai Rementeria: "una xarxa formada per capital humà present en llocs inimaginables: en l'ONU, en el Banc Mundial, en multinacionals líders...". L'objectiu d'aquest projecte de 2015 és connectar professionals internacionals que tinguin algun vincle amb Biscaia i amb el País Basc, i que estan al voltant del món, creant així una gran xarxa de professionals altament qualificats per tot el món. Aquesta xarxa, a més, se suma a la Xarxa Talentia, formant així una gran xarxa professional.

## Membres de la Xarxa Talentia
En 2013 la xarxa talentia comptava amb al voltant de 500 membres, en 2019, amb 1.500 membres i, a 31 de desembre de 2021, la xarxa ja comptava amb 2.100 membres.
Entre els membres de la Xarxa Talentia es troben, entre d'altres, la política basca Alba García Martín, l'astrofísic basc i acadèmic d'Oxford Josu Calvo-Aurrekoetxea o l'advocada i penalista basca Uxue Pilar (tots ells seleccionats per l'agència Bizkaia Talent).